# Phường 3, Ngã Năm
Phường 3 là một phường thuộc thị xã Ngã Năm, tỉnh Sóc Trăng, Việt Nam.

## Địa lý
Phường 3 nằm ở phía tây nam thị xã Ngã Năm, có vị trí địa lý:
- Phía đông giáp xã Long Bình
- Phía tây giáp xã Vĩnh Quới và tỉnh Bạc Liêu
- Phía nam giáp xã Mỹ Bình và xã Mỹ Quới
- Phía bắc giáp Phường 1 và xã Vĩnh Quới.

Phường 3 có diện tích 33,87 km², dân số năm 2022 là 11.189 người, mật độ dân số đạt 330 người/km².
Trên địa bàn phường có Quốc lộ Quản Lộ - Phụng Hiệp đi qua.
Có tuyến kênh xáng Quản Lộ - Phụng Hiệp đi qua là tuyến giao thông đường thủy quan trọng và là cửa ngõ xuôi về các tỉnh Bạc Liêu, Cà Mau.

## Hành chính
Phường 3 được chia thành 7 khóm: Mỹ Thanh, Vĩnh Bình, Vĩnh Hậu, Vĩnh Mỹ, Vĩnh Sử, Vĩnh Tiền, Vĩnh Trung.

## Lịch sử
Ngày 21 tháng 4 năm 1979, Hội đồng Chính phủ ban hành Quyết định số 174-CP về việc thành lập xã Vĩnh Biên thuộc huyện Thạnh Trị trên cơ sở tách một phần diện tích và dân số của xã Vĩnh Quới.
Ngày 31 tháng 10 năm 2003, Chính phủ ban hành Nghị định số127/2003/NĐ-CP về việc chuyển xã Vĩnh Biên thuộc huyện Thạnh Trị về huyện Ngã Năm mới thành lập quản lý.
Ngày 8 tháng 8 năm 2013, UBND tỉnh Sóc Trăng ban hành Quyết định số 140/QĐ-UBND về việc công nhận trung tâm xã Vĩnh Biên đạt đô thị loại V.
Ngày 29 tháng 12 năm 2013, Chính phủ ban hành Nghị quyết số 133/NQ-CP về việc thành lập Phường 3 thuộc thị xã Ngã Năm trên cơ sở toàn bộ 3.370,6 ha diện tích tự nhiên và 8.390 người của xã Vĩnh Biên.